# Farkas András (festő)
Farkas András (Abaújszina, 1920. november 30.–Balassagyarmat, 1991. március 22.) magyar festő, grafikus, illusztrátor.

## Élete
1920-ban született, abaújszinai hétgyermekes parasztcsaládban. Kassán érettségizett, majd 1944-ben elvégezte a pesti Képzőművészeti Főiskolát. Katonáskodás, sebesülés után, fogságból hazatérve Balassagyarmaton élt és rajztanárként dolgozott a balassagyarmati Petőfi Sándor Általános Iskolában. Itt indult el vezetésével a városi rajzszakkör, tanítványok ezreit nevelte több mint három évtizeden keresztül a művészet, a szép szeretetére. Nagy hatással volt személyisége például Bacsúr Sándor (1935–2017) festő kollégájára. Tanítványai voltak többek között Benkő Cs. Gyula (1939–), Gáspár Aladár (1946–2021), Lengyel Péter (1950–), Szabó Péter (1957–2013), Lakatos László (1959–), Deme Róbert (1963–), Csonka Gábor (1965–).

## Munkássága
Az Alföld, a palóc táj és a palóc nép világának jelentős művésze. Illusztrációsorozatot készített számos szépirodalmi műhöz, például Villon balladáihoz, Madách Imre Az ember tragédiája drámájához. Az 1944-es főiskolai kiállításán nyár, természet, ember látható, a hit sugárzik képeiről: a hit az emberekben, akik élnek, akikben nincs vásári gesztus, róluk, nekik szólnak üzenetei. Az 1950-es évek végétől olajfestményein gyakran ábrázolta a nógrádi embereket és közösségüket megtartó szokásaikat, mindennapi és ünnepi tevékenységüket, tájképei a virágzó domboldalak, a helyi levegő- és fényvilág megjelenítései. Gyakran Réti Zoltán festővel együtt állított ki. Tompa pasztell színek, lágy vonalvezetés, nagy színfoltok és stilizált formák jellemzik képeit. A sík háttér atmoszférateremtő jellege háttérbe szorult, az ábrázolás középpontjában az ember áll. Képeinek emberalakjai egyrészt fiatalokat ábrázolnak, akiket tanít, másrészt öreg parasztokat, akik közül származik. A képeken szereplő öregek szenvedést hordoznak arcvonásaikon. Munkásságára a fegyelmezett vonalak, visszafogott színek a jellemzők.

### Kiállítások
- 1943: Budapest
- 1944: Budapest
- 1958: Farkas András és Réti Zoltán, Balassagyarmat, Palóc Múzeum[4]
- 1966: Balassagyarmat, Palóc Múzeum
- 1970: Balassagyarmat, Palóc Múzeum
- 1973: Farkas András és Réti Zoltán, Salgótarján, Madzsar J. megyei kórház
- 1977: Magyarnándor
- 1987: Farkas András és Réti Zoltán, Balassagyarmat, Palóc Múzeum[6]
- 1990: Madách Imre Városi Könyvtár
- 2000: Salgótarján, József Attila Művelődési Központba[5]
- 2010: Madách kiállítás, Országos Idegennyelvű Könyvtár
- 2020: Farkas András 100 – Tisztelet a Mesternek
- 2021: 30 éve hunyt el Farkas András - virtuális kiállítás tanítványai alkotásaiból[2]

## Díjak
- 1969: a balassagyarmati képzőművészeti pályázat első díja
- 1970: az Észak-magyarországi Területi Kiállításon a Nógrád megyei Tanács megosztott nagydíja